# Piazza Vittorio Veneto (Torino)
Piazza Vittorio Veneto (detta semplicemente Piazza Vittorio dai torinesi), è una delle piazze storiche e porticate di Torino, situata nella parte orientale del centro cittadino, tra il termine di via Po e la riva sinistra del fiume Po.
La piazza termina con lo storico ponte Vittorio Emanuele I, che collega la piazza stessa, insieme ai due lungofiume viari laterali e i cosiddetti Murazzi del Po, alla riva destra del fiume, permettendo così l'accesso al quartiere detto di Borgo Po, dove sono chiaramente visibili la chiesa della Gran Madre di Dio, il Monte dei Cappuccini e le strade viarie di accesso alla parte orientale e collinare della città.
Data la straordinaria capienza (40 000-100 000 persone circa, oggi limitata a circa 38 000 per motivi di sicurezza), la piazza si presta da sempre ad accogliere eventi di massa, come concerti, spettacoli e manifestazioni culturali di vario tipo. È notoriamente luogo di ritrovo e di aggregazione, soprattutto giovanile. Numerosi i locali che vi si affacciano direttamente, molto frequentati soprattutto durante il fine settimana.
Di forma rettangolare con un lato a semicerchio, si estende su una superficie di 31.000 m² (360 x 111 metri massimi). È erroneamente diffusa tra i torinesi l'idea che sia la piazza più grande di Torino, o addirittura d'Italia o d'Europa (lo è, tuttavia, come piazza porticata); invece, la piazza più grande di Torino risulterebbe piazza della Repubblica (51.300 m²).

## Storia

### L'antica Porta di Po
Questo luogo seguì passo passo le vicissitudini dell'intera storia di Torino, a partire dai primi insediamenti umani nella zona a ridosso del fiume Po (l'Eridano), come la presenza delle tribù dei Taurini-Taurisci nel cosiddetto villaggio di Taurasia, attestato già nel III secolo a.C. (che per alcuni storici si sarebbe trovato più a nord, ovvero alla confluenza con il fiume Dora Riparia).
La successiva presenza della colonia romana (castrum romano) nei primi secoli dopo Cristo, attraverso l'accesso orientale alla cittadina di Augusta Taurinorum verso la cosiddetta Porta Praetoria, successivamente chiamata Fibellona e poi piazza Castello, rafforzò ulteriormente l'importanza strategica del luogo come ingresso, provenendo da Roma, all'intero castrum. All'epoca, infatti, esisteva solo uno stradone di accesso, l'attuale via Po, che confluiva verso le rive del fiume attraverso imbarcazioni prima, precari ponti a levatoio e in legno nei successivi secoli. L'antico spiazzo che precedeva il ponte sul fiume fu quindi chiamato "Porta di Po".
Come verosimilmente poteva esser stato al tempo dei Taurini, l'intera zona, molto esposta all'attacco nemico, doveva servire come area di avvistamento militare e strategico nei confronti degli invasori e doveva quindi prevedere piccole torrette di avvistamento, sparse qua e là nei pressi del lungofiume. In epoca medioevale, ad esempio, è attestato già dal X secolo circa il cosiddetto "Bastione della Rocca", dove oggi sorge l'attuale via della Rocca; il bastione ospitava delle torrette non solo per avvistamenti militari, ma per prevenire eventuali principi di incendi delle casette in legno sottostanti, comprese quelle intorno allo spiazzo antistante che serviva come abitazione a pescatori e traghettatori, ma anche casette adibite a mulini ad acqua. Il ricovero delle imbarcazioni diventerà quello che verrà chiamato il lungo fiume dei "Murazzi del Po".

### 1663-1800: la nuova Piazza d'Armi
Una prima forma della piazza si determinò all'inizio del XIV secolo, proprio grazie alla definizione perimetrale delle case che composero la nascente contrada a ridosso dello stesso fiume Po.
A partire dal XV secolo, poi, fu costruito il primo ponte in pietra sul fiume, che diede un ulteriore slancio allo sviluppo demografico della zona. Tuttavia, l'aria insalubre a ridosso del fiume, culminata poi con le epidemie di peste del XVII secolo, dovette far riflettere sul risanamento sanitario e urbano dell'intera zona, chiamata "Contrada di Po".
I lavori partirono soltanto nel 1620, quando il duca Carlo Emanuele II di Savoia diede ordine all'architetto Amedeo di Castellamonte di contribuire alla seconda espansione urbanistica della città del XVII secolo, soprattutto attraverso la costruzione di edifici più eleganti, e soprattutto porticati, lungo la "via di Po". Da una precedente idea del Vittozzi, la via stessa doveva permettere una continuità del porticato stesso, per permettere ai cittadini di transitare al coperto durante il tragitto che partiva dal Palazzo Reale, lungo i due lati  di via Po, in direzione del fiume. Il percorso doveva quindi confluire naturalmente nel largo spiazzo della piazza, detta Porta di Po, ma poi utilizzato per molto tempo per le parate militari e quindi ribattezzata nuova "Piazza d'Armi"; complice qui fu anche il lieve dislivello del suolo, che contribuì ad aumentare l'effetto scenico delle adunate. La piazza, infatti, non è in piano, ma tra il lato che immette in via Po e quello sul fiume vi sono ben 7,19 metri di discesa. La monumentale Porta di Po fu demolita con i bastioni nel periodo dell'annessione di Torino all'Impero Napoleonico, ne furono rinvenuti i resti durante i lavori di realizzazione del parcheggio interrato.

### 1800-1814:Place Impériale
Durante il periodo dell'occupazione francese, Torino fu governata dal cognato di Napoleone, Camillo Borghese e, come tanti altri luoghi della città, la Porta di Po, adibita a nuova Piazza d'Armi, fu rinominata con un nome francese, ovvero Place Impériale. Nel 1807, in occasione del rifacimento del ponte sul fiume Po, così come lo si vede oggi, fu anch'essa rimaneggiata dai francesi. Lo stesso ingegnere francese del ponte, La Ramée Pertinchamp, suggerì una topografia della piazza a "ventaglio", influenzato probabilmente da alcuni progetti passati riguardanti una struttura a "esedra", per ottenere un impatto scenico-visivo maggiore.

### 1814: Piazza Vittorio Emanuele I

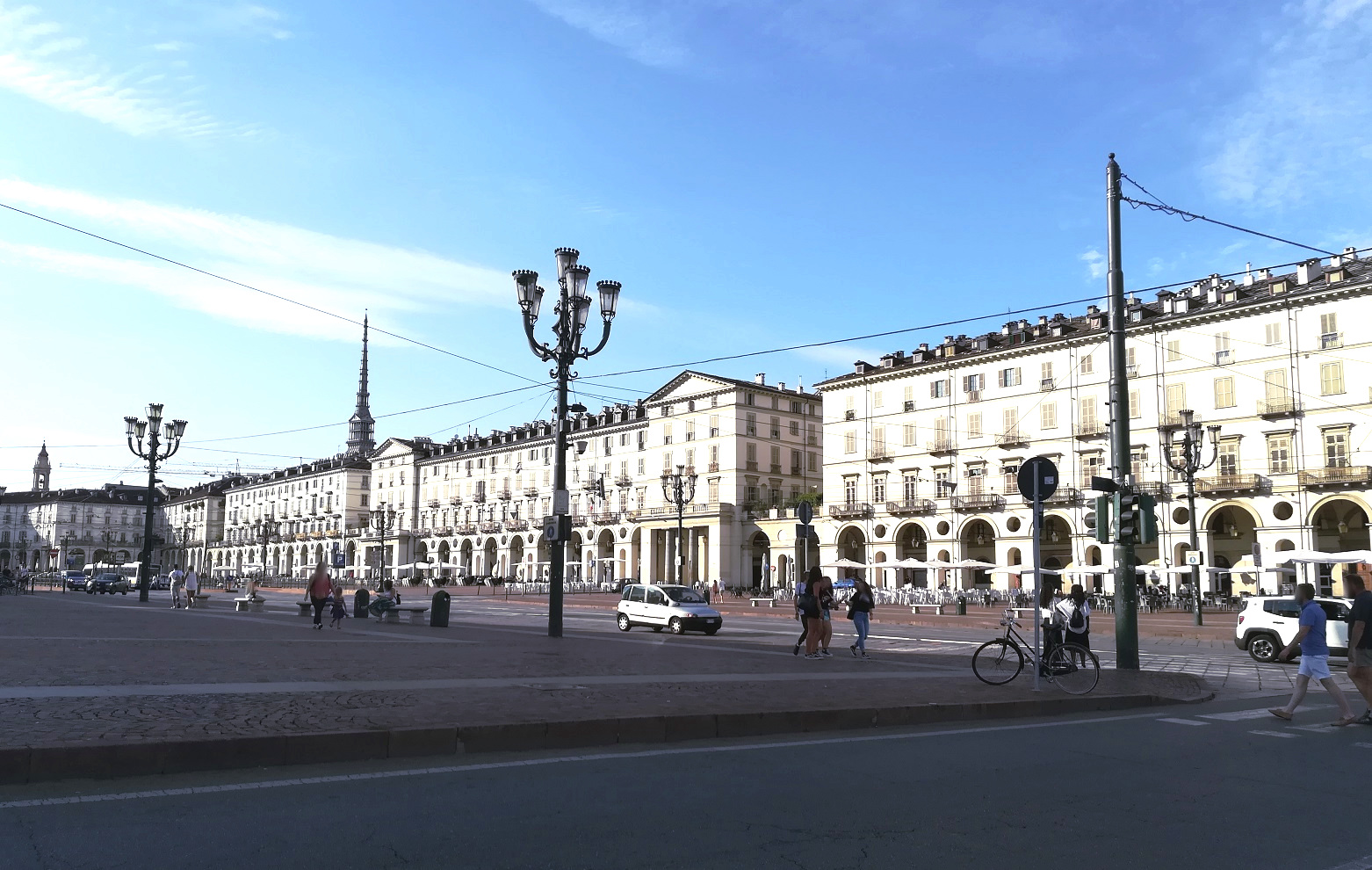
Gli attuali palazzi porticati, progettati da Giuseppe Frizzi nel 1825

Con la ritirata dell'esercito di Napoleone e la fine del dominio francese, il ritorno del re Vittorio Emanuele I di Savoia il 20 maggio 1814, come è indicato anche dalla scritta sopra la chiesa della Gran Madre di Dio e la prospiciente statua del monarca a lui dedicata sulla opposta riva del fiume, fu accolto in totale trionfo della città, a tal punto che sia il ponte che la piazza, furono intitolati al "Tenacissimo" monarca.
Vittorio Emanuele I, sostenitore dell'avanzamento dei lavori della piazza a lui intitolata, stabilì tuttavia che il progetto semicircolare fosse modificato nell'attuale forma a "rettangolo", e dunque già nel 1817 furono apportate le debite modifiche, già in corso di cantiere: questo lo si può notare ancor oggi dalla forma rimasta ancora curva sul solo lato di via Po, per poi estendersi in rettangolo fino al fiume.
L'entusiasmo del re per l'effetto che la nuova piazza dava come luogo di adunata militare fu smorzato soltanto qualche anno dopo, quando questo luogo perse gradualmente d'importanza a causa dell'imminente progetto di ampliamento urbanistico della città verso sud, che avverrà intorno al 1825, con lo spostamento della Piazza d'Armi della città nella zona più a sud, detta di "San Secondo" (zona di Borgo Nuovo e zona di Porta Nuova).

### 1825: i palazzi porticati
Gli eleganti palazzi perimetrali intorno alla piazza furono progettati dall'architetto ticinese Giuseppe Frizzi nel 1821 circa; egli aggiunse alle classiche linee ancora barocche di via Po, elementi neoclassici semplici, con pilastri e arcate a tutto sesto al piano porticato e altri tre piani sovrastanti, congiungendo il porticato in entrambi i lati ai già esistenti semicerchi verso via Po. Il dislivello della piazza da via Po fino al fiume, inoltre, fu abilmente mascherato dall'architetto attraverso il disegno prospettico degli edifici sui due lati, in modo proprio da nasconderlo; si può intuire questa differenza soltanto passeggiando sotto i portici, verso il Po, dove al fondo si potrà notare che gli stessi sono leggermente più alti rispetto al livello di calpestio di quanto lo siano al principio della piazza..
In totale, i tre edifici lungo i lati maggiori della piazza, pur in continuità di porticato, tagliano, di fatto, le attuali via Bonafus-via Della Rocca-via Plana fino a lungo Po Diaz a sud, via Giulia di Barolo-via Vanchiglia-via Bava fino a lungo Po Cadorna a nord. Gli edifici furono realizzati nella pratica soltanto a partire dal periodo della Restaurazione, ovvero durante gli ultimi anni di reggenza di Carlo Felice di Savoia (periodo 1825-1831), inserendoli nel più grande progetto di un secondo ampliamento della città verso il fiume, la costruzione di una piazza in asse con via Po e la nascita del quartiere Borgo Nuovo verso nord.
Lungo tutto il XIX secolo, piazza Vittorio divenne quindi un elegante ritrovo per molti torinesi, nobili e non, arricchendosi di locali e bistrot sotto i portici, fino ai giorni nostri. Fu un'importante vetrina torinese e sede centrale di manifestazioni varie, quali le esposizioni torinesi del 1884 e del 1911, di comizi ufficiali, e dello storico Carlevé 'd Turin, ovvero il carnevale di Torino. Nel 1913 venne inaugurato il Cinema Impero, oggi Classico.

### 1920: Piazza Vittorio Veneto

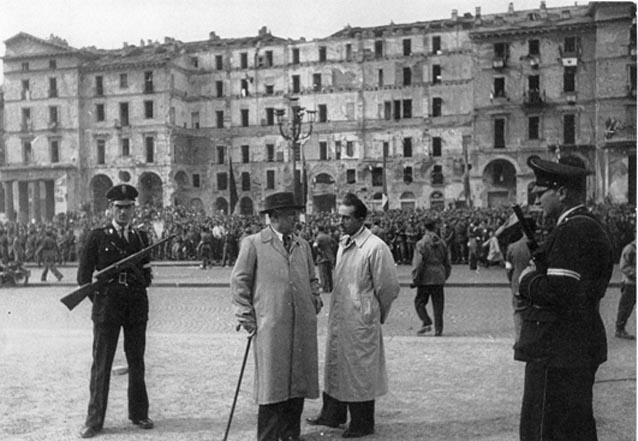
Il questore Agosti (a destra), osserva i danni alla piazza causati dalla guerra, durante la festa della Liberazione, che avvenne qui il 6 maggio 1945

Alla fine degli anni dieci del XX secolo, dovendo scegliere una piazza da dedicare alla vittoriosa battaglia di Vittorio Veneto, episodio che chiuse vittoriosamente la prima guerra mondiale per l'Italia, si optò per questa, poiché popolarmente già nota semplicemente come "Piazza Vittorio" per la popolazione torinese. Come tante altre in Italia, la piazza fu formalmente ribattezzata con questo nome a partire dal 1920.
La piazza fu ancora ampiamente utilizzata come Piazza d'Armi per le adunate del fascismo e per gli eventi ufficiali del regime stesso, come la visita del Duce del 14 maggio 1939, ma fu particolarmente martoriata durante i bombardamenti della seconda guerra mondiale, in particolare quelli dell'estate 1943, quando furono significativamente danneggiati gli eleganti edifici perimetrici, specialmente quello tra via Bonafus e via Della Rocca. Tutta la zona e gli edifici circostanti subirono ingenti distruzioni a causa della presenza della caserma all'angolo con via Principe Amedeo che fu infine rasa al suolo, creando uno spiazzo in cui per anni si tenne la Fiera dei Vini, di grande attrazione per i torinesi.
Proprio per questo motivo, piazza Vittorio Veneto fu scelta come luogo ufficiale per le sfilate per le celebrazioni della liberazione d'Italia, a partire proprio dai giorni di fine aprile 1945, fino a confluire nella grande festa ufficiale in piazza, che avvenne proprio qui, il 6 maggio 1945.
Da quel momento la piazza divenne anche luogo di raduni politici e partenze di cortei per proteste e scioperi dei lavoratori, in particolare, per la ricorrenza della Festa del lavoro.

### Anni recenti
Nel XX secolo piazza Vittorio ha continuato ad essere sede di manifestazioni e raduni.
Negli anni sessanta, fu deciso di realizzare l'illuminazione della piazza con i tipici "lampioni impero con braccio a cornucopia", che peraltro esistevano già come di evince dalla foto del 6 maggio 1945 qui a fianco.
Il 1º maggio 1971, la piazza fu teatro di un tragico fatto di cronaca nera, con l'uccisione a colpi di arma da fuoco di quattro persone nel bar all'angolo con lungo Po Armando Diaz, nell'ambito dei contrasti tra componenti del cosiddetto racket delle braccia nel settore dell'edilizia.
La piazza continuò a esser sede dello storico carnevale, quest'ultimo arricchito sempre più negli anni di attrazioni, giochi, e giostre meccaniche, fino a che, nel 1977, una navicella di una giostra volante si staccò, cadde, e vi morì una bambina. L'incidente provocò non poche polemiche, tanto che negli anni successivi si decise di spostare i vari luna park di Torino verso aree più idonee, rispetto al centro, ovvero verso la periferia. Le giostre meccaniche della piazza rimasero quindi in questo luogo soltanto parzialmente fino al 1986, quando l'allora prefetto Sparano fece definitivamente vietare qui la presenza delle giostre meccaniche, autorizzandovi soltanto spazi espositivi, cortei e sfilate storico-folkloristiche..
La piazza acquistò, insieme alla zona degli ex ricoveri per imbarcazioni lungo le rive del fiume, comunemente detti "Murazzi del Po", un valore turistico e divenne un tradizionale luogo di diporto giovanile e mondano torinese, complice anche la vicinanza alle varie sedi universitarie. Tuttavia, la progressiva chiusura dei locali serali e notturni dei "Murazzi del Po" a partire dal 2012 ha riversato l'intera popolazione torinese a ritrovarsi soltanto più nella piazza e nelle vie limitrofe a essa, fino al vicino quartiere di Borgo Vanchiglia.
Nel periodo 2003-2006, in occasione delle Olimpiadi invernali 2006 a Torino, insieme ad altre opere di riqualificazione della città, fu decisa l'intera ristrutturazione della piazza, mantenendo comunque le stesse pendenze precedenti, sia in larghezza che in lunghezza, e lo stesso utilizzo in superficie stradale delle vie di accesso centrali e laterali, con gli spiazzi pedonali per dehor e passeggiate ai lati. Fu quindi scavato e costruito un parcheggio sotterraneo a pagamento e fu rifatta la pavimentazione pedonale di superficie, con il posizionamento di mattonelle a cubetti di porfido.
La piazza è altresì tradizionale sede dei festeggiamenti conclusivi per la festa patronale di San Giovanni Battista; fino al 2017 vi fu la presenza del tradizionale spettacolo pirotecnico dei fuochi d'artificio sul fiume Po, poi sostituito dallo spettacolo aereo eseguito da droni luminosi, a partire dal 2019.
La piazza ha ospitato anche alcune visite pastorali di vari pontefici della Chiesa Cattolica, tra cui papa Giovanni Paolo II il 13 aprile 1980 e papa Francesco il 21 giugno 2015.
Dal 2014 ha qui sede legale (nello storico Cinema Classico già Impero - Vittorio Veneto - Empire) la casa di distribuzione cinematografica italiana Movies Inspired.

## Piazza Vittorio Veneto nel cinema
- Il folle inseguimento delle auto di Un colpo all'italiana di Peter Collinson, del 1969, si svolge sotto i portici di piazza Vittorio Veneto.
- Alcune scene notturne del film La seconda volta, di Mimmo Calopresti, del 1995, sono state girate in un'affollata e trafficata piazza Vittorio.

## Galleria d'immagini

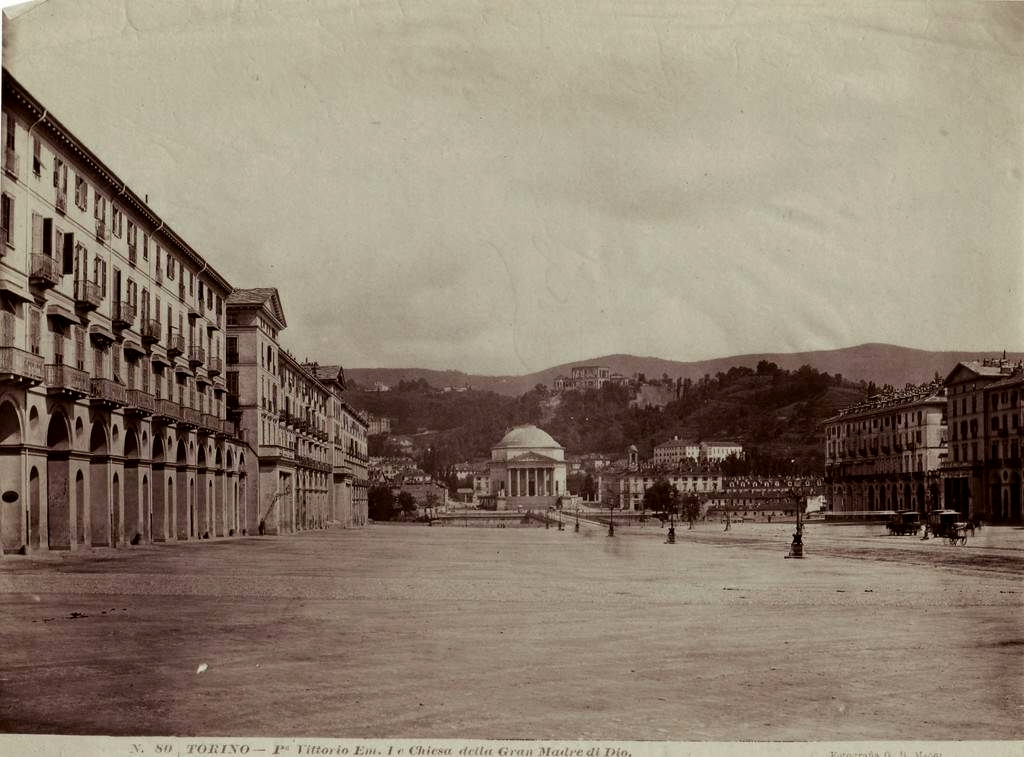
La piazza in una foto di fine XIX secolo. Sullo sfondo la Chiesa della Gran Madre di Dio
Illuminazione con "lampioni impero" , circa 1960, su progetto di Guido Chiarelli
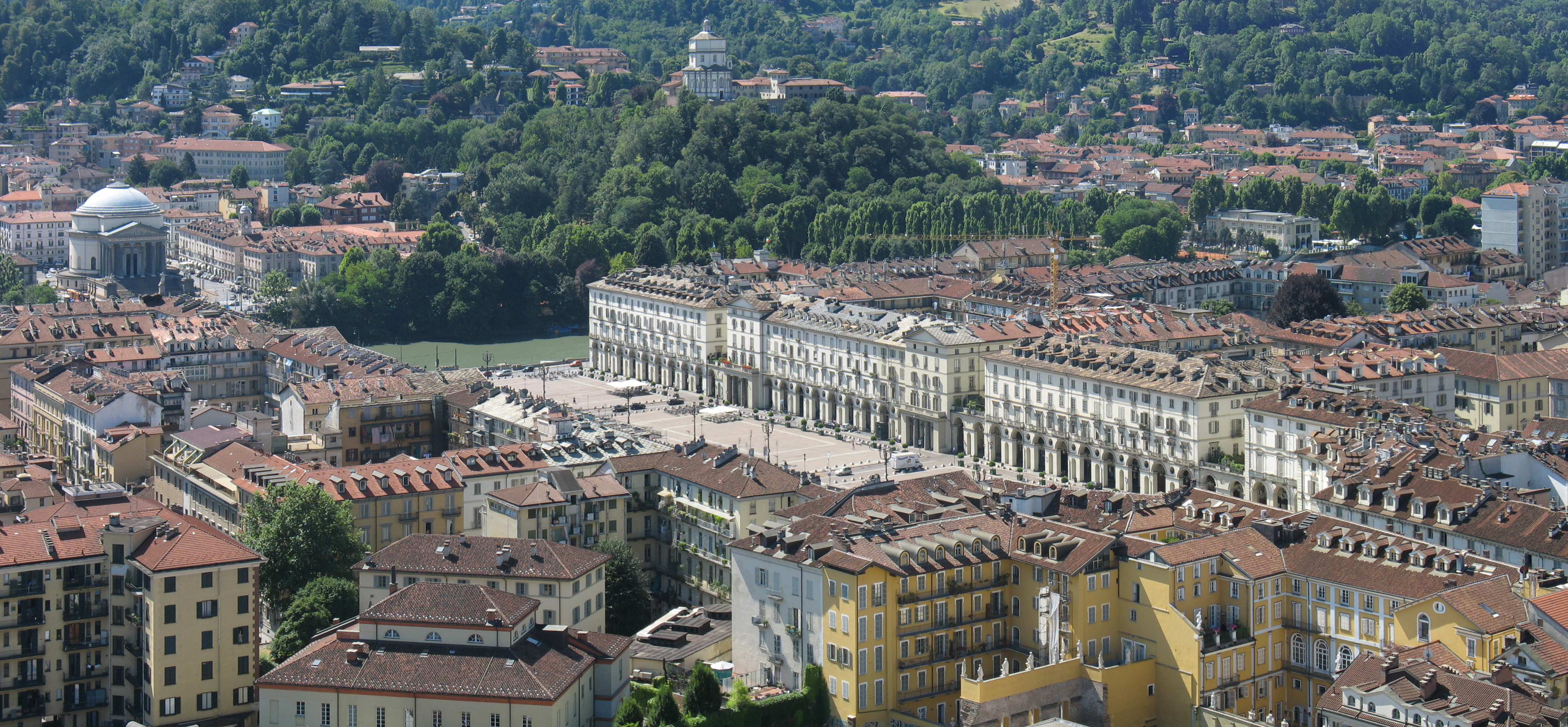
Piazza Vittorio Veneto vista dalla Mole Antonelliana
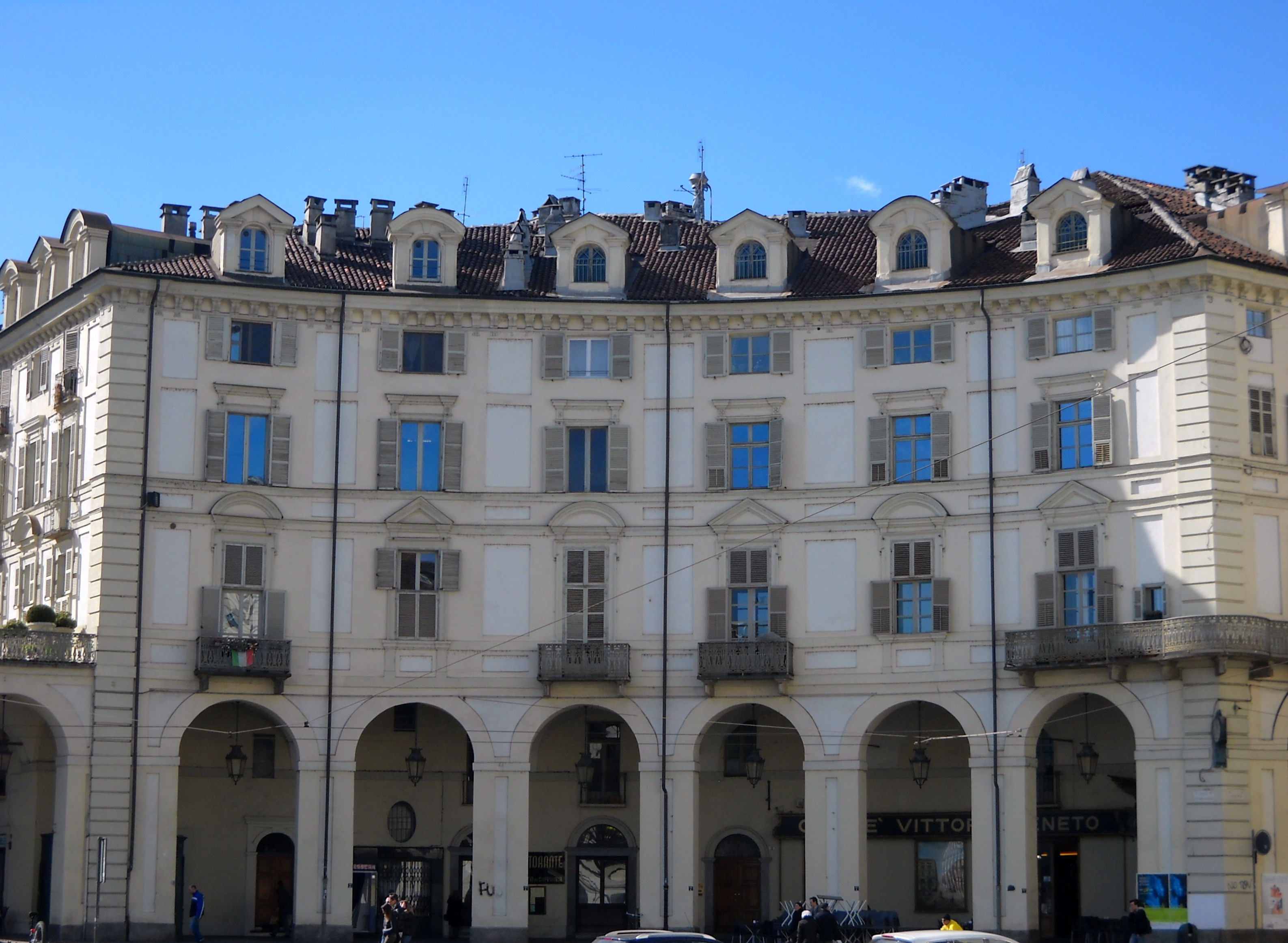
Palazzo all'angolo di piazza Vittorio con via Po
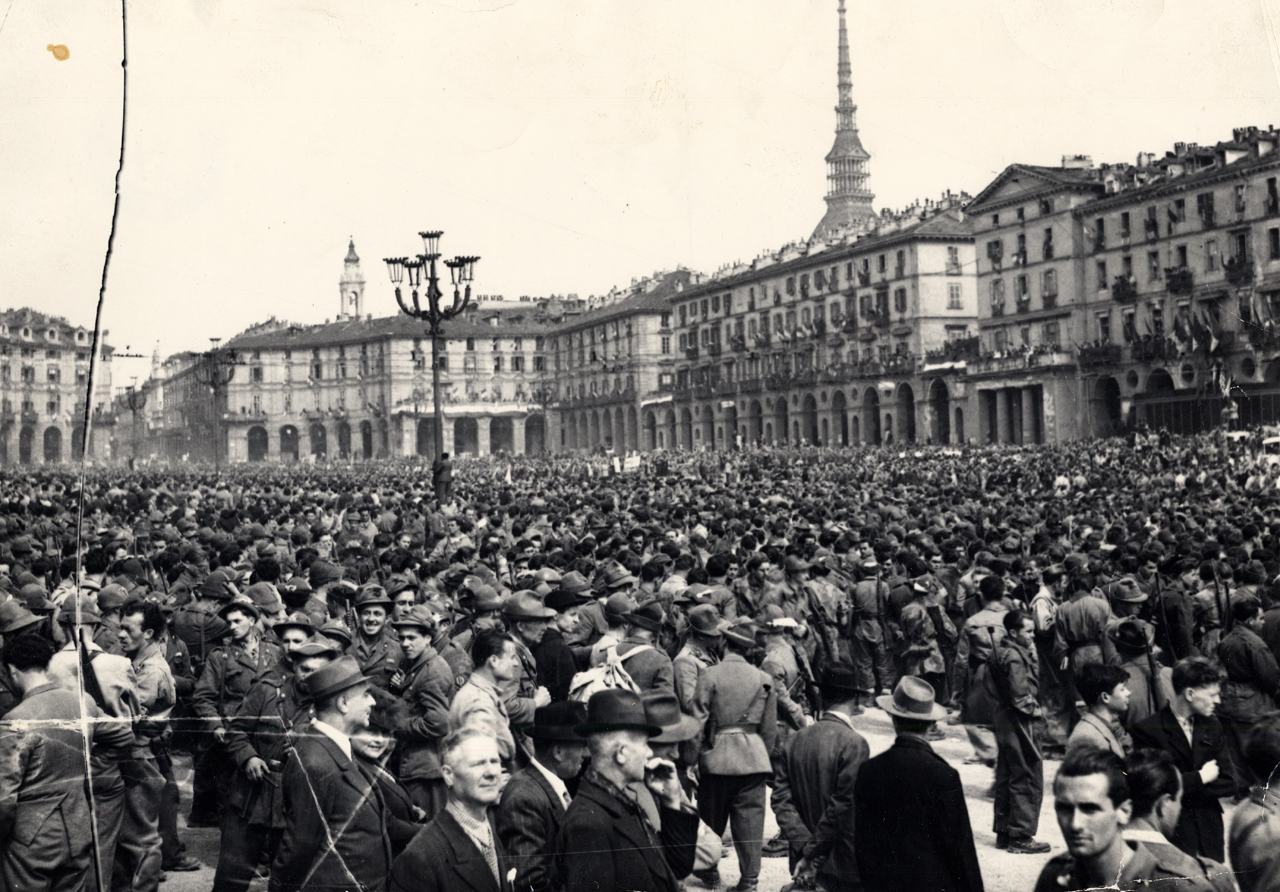
La sfilata per la Liberazione dal nazi-fascismo il 6 maggio 1945